# Alexandre Moos
Alexandre Moos (Sierre, 22 dicembre 1972) è un ex ciclista su strada e ciclocrossista svizzero.
Professionista dal 1996 al 2010, conta la vittoria di un titolo nazionale in linea.

## Carriera
Diventa professionista nel 1996 con la squadra italiana della Saeco, con la quale corre fino al 1998. Dopo essere passato al Team Festina e alla KIA-Villiger, dal 2001 al 2006 corre per la Phonak Hearing Systems, periodo in cui riesce a conquistare il campionato svizzero di ciclismo su strada. Dal 2007 corre per la squadra statunitense BMC Racing Team.
Si è ritirato al termine della stagione 2010.

## Palmarès

### Strada
- 2000

Grand Prix Lancy
- 2001

Giro del Mendrisiotto
- 2002

Campionati svizzeri, Prova in linea
6ª tappa Tour de Suisse
- 2003

3ª tappa Tour de Romandie
- 2005

Gran Premio del Canton Argovia

### Cross
- 2000-2001

Ciclocross di Frenkendorf
- 2007-2008

Ciclocross di Dagmersellen

## Piazzamenti

### Grandi giri
- Giro d'Italia

2004: 27º
- Tour de France

2005: 42º
2006: 97º

### Classiche
- Milano-Sanremo

1999: 100º
2003: 141º
- Liegi-Bastogne-Liegi

1997: 47º
2002: 64º
- Giro di Lombardia

2002: 34º
2003: 52º

### Competizioni mondiali
- Campionati del mondo

Lisbona 2001 - In linea: 51º
Zolder 2002 - In linea: ritirato
Hamilton 2003 - In linea: ritirato